# Архентина

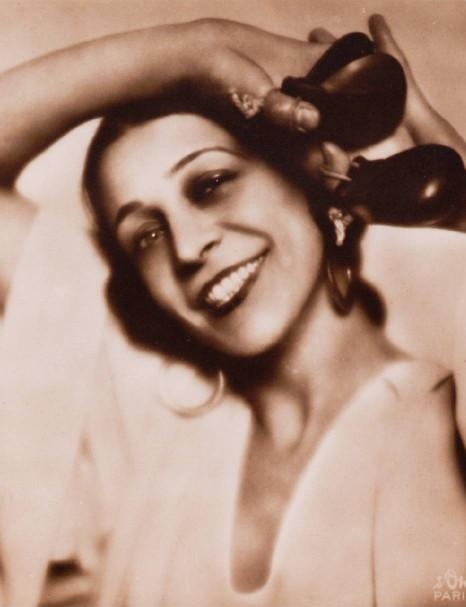
Архентина, 1930.

Архенти́на (буквально — «аргентинка», а также «серебряная», «серебристая», собственное имя — Антония Мерсе-и-Луке (исп. La Argentina, Antonia Mercé y Luque), 4 сентября 1890, Буэнос-Айрес — 18 июля 1936, Байонна) — испанская танцовщица и хореограф, прозванная «Павловой танца фламенко».

## Биография

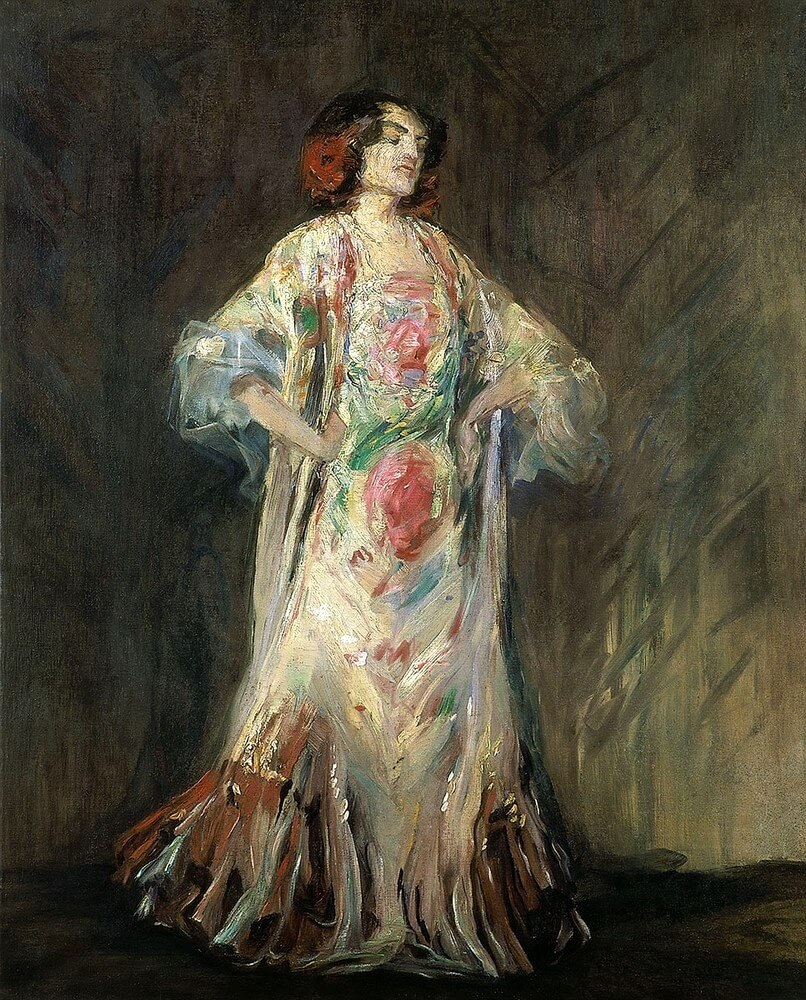
Макс Слефогт. Портрет Архентины.

Родилась в испанской семье профессиональных танцоров, находившихся на гастролях в Аргентине. Родители готовили дочь к карьере артистки балета: в девять лет она была принята в Мадридскую консерваторию, где начала учиться музыке, пению и танцу, а уже в одиннадцать солировала на сцене мадридского Королевского театра и выступила в Мадридской опере.
После смерти отца, в возрасте четырнадцати лет, при поддержке матери Архентина переключилась на испанский народный танец и его региональные, в том числе цыганские разновидности. Выступала в кафе и различных мюзик-холлах. В 1906 танцевала в Португалии и Франции, в 1910-м дебютировала на сцене кабаре Мулен Руж и Театра Елисейских Полей, а затем и в парижской Опере.
Вместе с гитаристом Карлосом Монтойей гастролировала по Европе и Северной Америке, выступала и в России, позднее — в Латинской Америке, Азии, Египте и Тунисе. В 1928 году возглавила парижскую труппу «Испанские балеты», созданную по образцу антрепризы Сергея Дягилева.
Дружила и сотрудничала с такими деятелями испанского художественного авангарда, как Мануэль де Фалья, Исаак Альбенис, Энрике Гранадос. Исполняла испанские народные песни под фортепианный аккомпанемент Федерико Гарсиа Лорки. Также сотрудничала с Морисом Равелем.
Танцовщица не раз выступала моделью скульпторов Жузепа Клара, Паоло Трубецкого, художников Хосе Марии Серта и Макса Слефогта. Её пластика производила глубокое впечатление на поэта и философа Поля Валери — она сопровождала своими выступлениями его лекции о танце. Её творчеству посвящал свои публичные лекции историк и теоретик танца Андрей Левинсон, также написавший о танцовщице монографию «Архентина. Эссе на тему испанского танца» (1928). Сильное впечатление её искусство произвело на Сергея Бертенсона, который писал в январе 1931 года: 
Каждый её номер совершенно законченное произведение. Лицо бесконечно выразительно и выражает самые тончайшие нюансы её замысла. Руки служат ей не только музыкальным аккомпанементом, когда она играет на кастаньетах, но красноречиво говорят. Игра на кастаньетах доведена до высшего совершенства и дает целую гамму музыкальных оттенков. Все её костюмы оригинальны и отличаются громадным вкусом. Все её движения и позы скульптурны.
Архентина умерла в Байонне от сердечного приступа после непродолжительного недомогания — это случилось на второй день франкистского путча.

## Избранные концертные танцы
1916—1921
Хабанера (Сарасате, из «Испанских танцев»)
«Кордова» (Альбенис, из «Испанских напевов», соч. 232)
Танец № 5 — плайера) (Гранадос, из «Двенадцати испанских танцев»)
1921
«Севилья» (Альбенис, из первой «Испанской сюиты»)
1925
«Танец огня» (де Фалья, из балета «Любовь-волшебница»)
«Чувствительная андалузка» (Турина, из первой сюиты «Испанских женщин», соч. 17)
«Болеро в классическом стиле» (Boléro Classique, Ирадьер)
1926
«Мексиканка» (Mexicana, музыка народная)
«Кубинское небо» (Cielo de Cuba, музыка народная)
1927
Чакона (Альбенис, из второй «Старинной сюиты», соч. 64)
1928
«Андалусийская серенада» (де Фалья, в оригинале пьеса для фортепиано)
«Валенсийская хота» (Гранадос, из «Двенадцати испанских танцев»)
1929
«Арагонская хота» (де Фалья, из «Четырёх испанских пьес» для фортепиано)
1930
«Гойески» (Гранадос)
Танец мельничихи (де Фалья, из балета «Треуголка»)
1932
«Альмерия» (Альбенис, из «Иберии»)
«Пуэрта де Тьерра» (Альбенис, из «Воспоминаний о путешествиях», соч. 71)
«Легенда» (Альбенис, из «Испанских напевов», соч. 232)
«Куба» — ноктюрн (Альбенис, из первой «Испанской сюиты»)
«Кастилия» — сегидилья (Альбенис, из первой «Испанской сюиты»)
Малагенья (Альбенис, из сюиты «Испания», соч. 165)
Танец мельника (де Фалья, из балета «Треуголка»)
Саламанкская чаррада (музыка народная)
1933
Сапатеадо (Гранадос, из «Шести пьес на испанские народные напевы»)
1934
Сакромонте (Турина, из первой тетради «Цыганских танцев», соч. 55)
«Отзвуки праздника» (Гранадос, из «Шести пьес на испанские народные напевы»)
1935
Фанданго (Турина)
«Цыганское поло» (Бретон)

## Избранные балеты
1925
«Любовь-волшебница») (на музыку Мануэля де Фальи)
1928
«Сонатина» (на музыку Эрнесто Альфтера)
«Контрабандист» (на музыку Оскара Эспла)
1929
«Триана» (на музыку Альбениса, действие происходит во время праздника Тела Христова в Севилье, которому посвящён № 3 в «Иберии» Альбениса)

## Признание
- 1930 — Орден Почётного легиона
- 1932 — Орден Изабеллы Католической
- 1933 — Орденом Славы (Тунис)

## Образ в искусстве
Творчество Архентины оказало решающее влияние на одного из создателей стиля буто Кадзуо Оно, который в 1977 году посвятил памяти танцовщицы одну из своих постановок.